# Paso Real de la Victoria
Paso Real de la Victoria es una localidad del municipio de Centro ubicado en la subregión centro del estado mexicano de Tabasco.

## Geografía
La localidad de Paso Real de la Victoria se sitúa en las coordenadas geográficas 18°08′08″N 92°52′26″O / 18.135556, -92.873889, a una elevación de 7 metro sobre el nivel del mar.

## Demografía
Según el Conteo de Población y Vivienda 2020, efectuado por el Instituto Nacional de Estadística y Geografía, la localidad de Paso Real de la Victoria tiene 907 habitantes, de los cuales 431 son del sexo masculino y 476 del sexo femenino. Su tasa de fecundidad es de 1.99 hijos por mujer y tiene 250 viviendas particulares habitadas.
| Gráfica de evolución demográfica de Paso Real de la Victoria entre 1970 y 2020 |
|                                                                                |
| INEGI.                                                                         |